# Tragédia da Gibalta

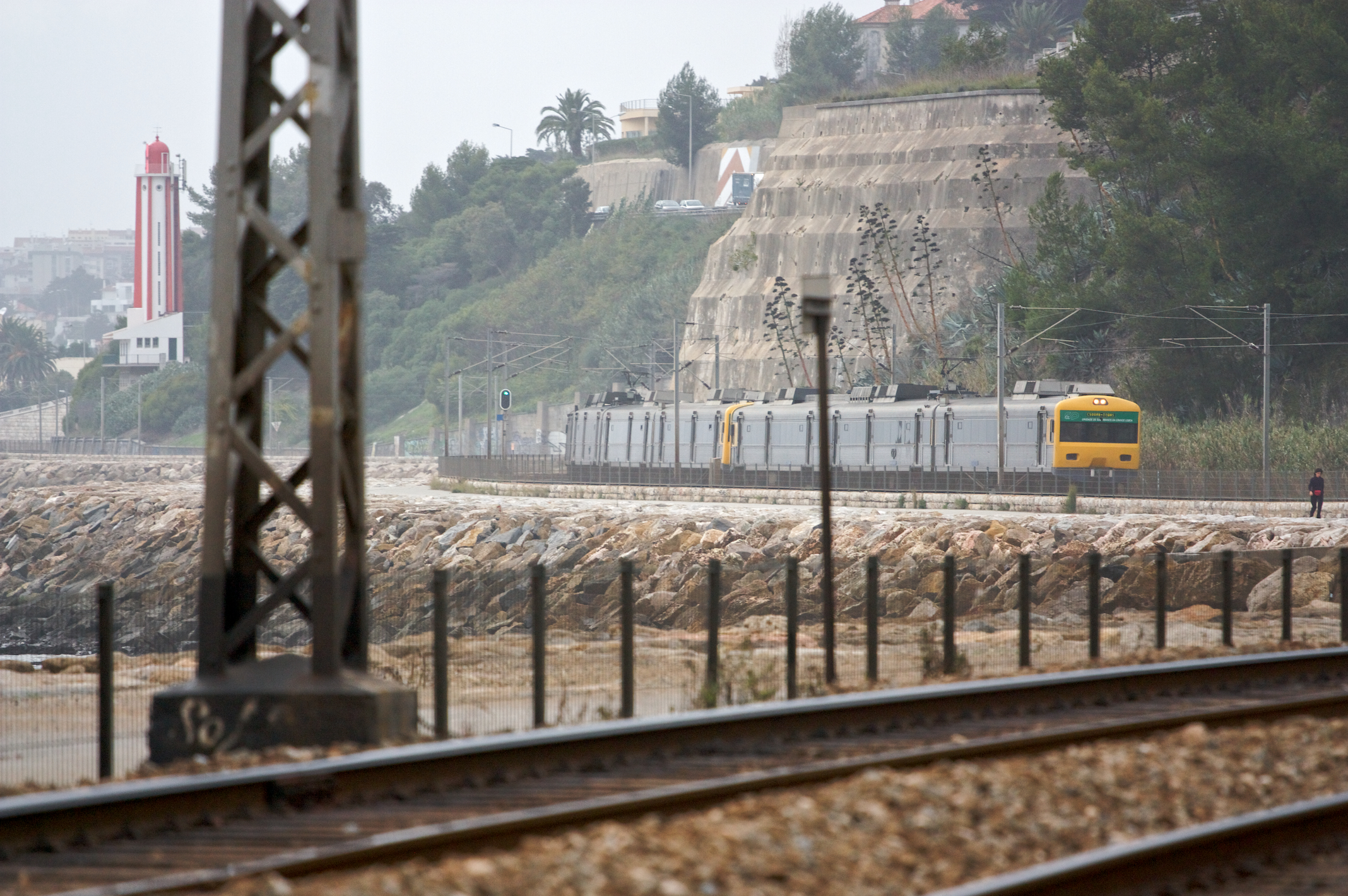
Encosta e farol da Gibalta.

A Tragédia da Gibalta foi um acidente ferroviário ocorrido em 31 de Março de 1952, na Linha de Cascais, em Portugal, do qual resultaram 10 mortos e 38 feridos. Uma composição descarrilou após um desmoronamento de terras, provocado por condições atmosféricas adversas e pelo mau estado de conservação dos terrenos.

## Antecedentes
O Farol da Gibalta estava situado num promontório junto à costa, num local onde passava, junto ao fundo das ravinas, a via férrea da Linha de Cascais, então conhecida como Linha do Estoril, que era frequentemente percorrida por comboios da Sociedade Estoril. No período em que se deu o acidente, verificava-se um grande infiltração de água nos solos em redor do Farol da Gibalta quando chovia, provocando fendas, fenómeno que se intensificava nas épocas de maior precipitação, porque os canais de escoamento depressa ficavam inundados. Apesar desta situação ocorrer com frequência, os acidentes eram raros.

## O acidente
No dia em que ocorreu o acidente, verificou-se uma forte precipitação, o que, como habitual, resultou na perda de unidade dos terrenos de suporte do farol quando as águas se infiltraram. Cerca das oito horas da manhã, o faroleiro observou a formação de várias fendas no solo da plataforma do farol, tendo alertado em seguida a Direcção dos Faróis, que enviou uma equipa de técnicos ao local para avaliar a situação. Às 11 horas e 45 minutos, deu-se um grande desmoronamento de terras sobre a via férrea, atingindo um comboio que ia a passar. Esta composição, que transportava cerca de 150 passageiros, era formada por uma automotora mista, um furgão e duas carruagens de terceira classe, tendo partido da estação de Cascais dentro do horário previsto, com destino ao Cais do Sodré. A penúltima carruagem foi a mais atingida, tendo ficado totalmente destruída.

## Salvamento e apoio às vítimas
O pânico instalou-se a bordo da composição, tendo alguns passageiros e o pessoal tentado retirar os feridos e os mortos dos destroços. Pouco tempo depois, chegaram os serviços de socorro, acompanhados por polícias, membros da Guarda Nacional Republicana, soldados dos quartéis próximos, e voluntários. Apesar das dificuldades que se faziam sentir devido à chuva e vento intensos, foram resgatados 38 feridos, que foram dirigidos para hospitais em Lisboa. Deste acidente resultaram dez mortos.

## Consequências e investigação
Este acidente foi o terceiro envolvendo os caminhos de ferro em Portugal num curto espaço de tempo, tendo criado um certo clima de insegurança neste meio de transporte.
Logo após o acidente, foram enviados técnicos para o local, por forma a descobrir quais foram as causas do mesmo, e orientarem os esforços de desobstrução da via. Devido à elevada importância da Linha de Cascais, que assegurava as necessidades diárias de transporte das populações daquela zona, procurou-se reiniciar o seu funcionamento com a maior brevidade possível. Enquanto a circulação esteve suspensa, a Sociedade Estoril organizou um serviço de transporte misto, utilizando autocarros para deslocar os passageiros entre as estações afectadas, tendo conseguido desta forma reduzir ao máximo os efeitos do acidente na circulação.
A conduta do faroleiro também foi posta em causa, pois este limitou-se a cumprir o regulamento, tendo avisado apenas a Direcção dos Faróis; caso tivesse alertado a Sociedade Estoril voluntariamente, este acidente poderia ter sido evitado. A investigação concluiu que o farol ficou numa situação precária após o acidente, e que teria de ser demolido, uma vez que não era possível fazer obras de consolidação devido às condições do terreno. Devido à necessidade absoluta de um apoio à navegação naquele lugar, foi construído um novo farol, a cerca de 30 m de distância.